# Dorfkirche Groß Briesen (Bad Belzig)

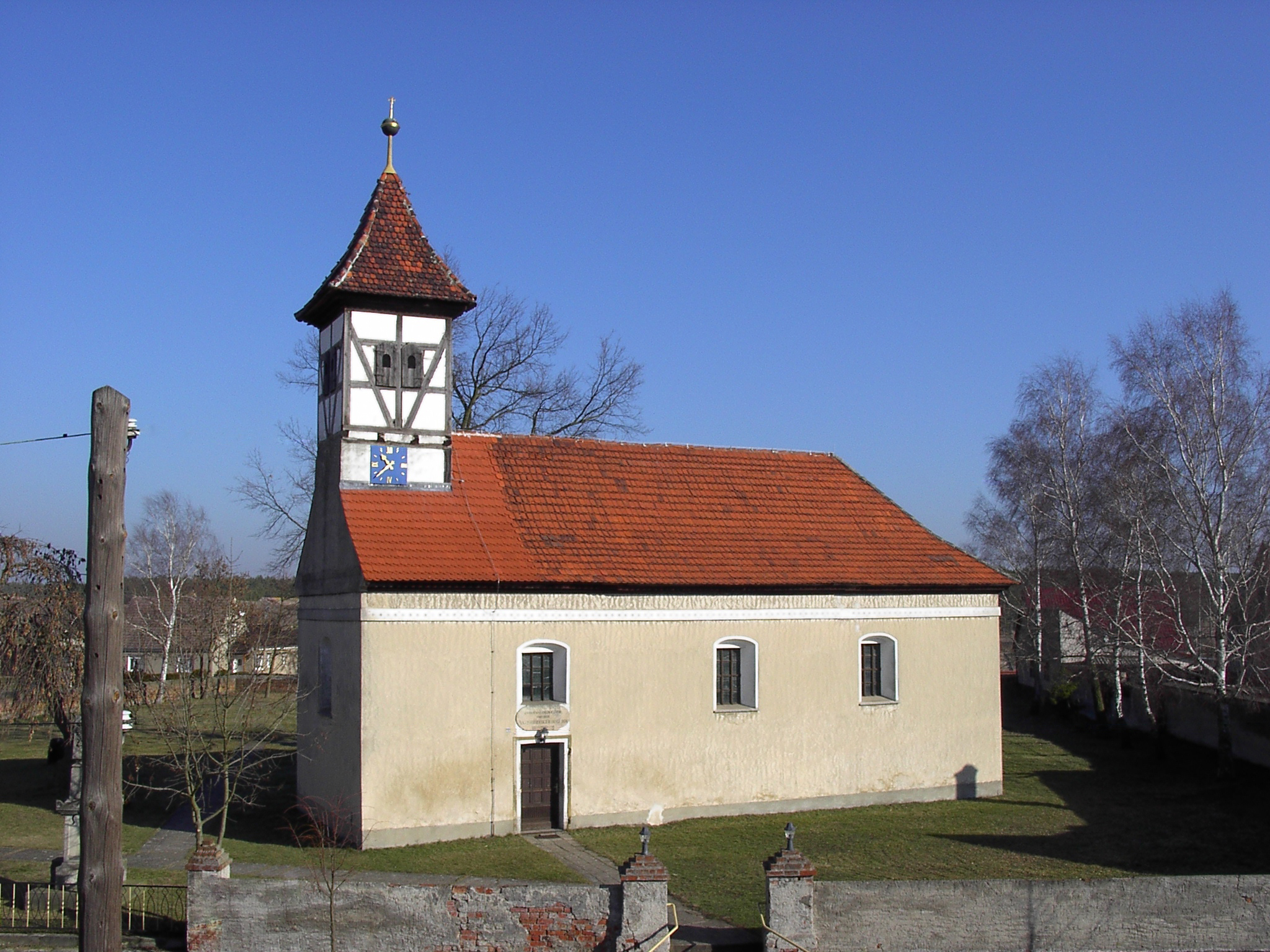
Dorfkirche Groß Briesen

Die evangelische Dorfkirche Groß Briesen ist eine Saalkirche in Groß Briesen, einem Ortsteil der Stadt Bad Belzig im Landkreis Potsdam-Mittelmark in Brandenburg. Die Kirchengemeinde gehört zum Kirchenkreis Mittelmark-Brandenburg der Evangelischen Kirche Berlin-Brandenburg-schlesische Oberlausitz.

## Lage
Die Landstraße 941 führt als Groß Briesener Hauptstraße aus nordnordwestlicher Richtung kommend in südsüdöstlicher Richtung als zentrale Verbindungsstraße durch den Ort. Die Kirche steht nördlich der Straße auf einem erhöhten Grundstück, das mit einer Mauer eingefriedet ist.

## Geschichte
Das Straßendorf wurde erstmals 1419/1420 als Bresen urkundlich erwähnt, war zu diesem Zeitpunkt vielleicht jedoch schon wüst gefallen. Im Jahr 1569 war es wiederaufgebaut und 1575 Filialkirche von Werbig. Die Kirche erhielt zu dieser Zeit vom Patron, der Familie Brandt von Lindau zu Wiesenburg bzw. Schmerwitz, ein „Breitchen Land“. Demzufolge muss es bereits eine Dorfkirche gegeben haben.
Im Jahr 1713 entstand unter der Leitung von August Friedrich Brand von Lindau auf Feldsteinresten ein Neubau. Im Jahr 1928 wurde Groß Briesen Tochterkirche von Ragösen. Die Renovierung des Kirchenraums erfolgte 1947.

## Baubeschreibung

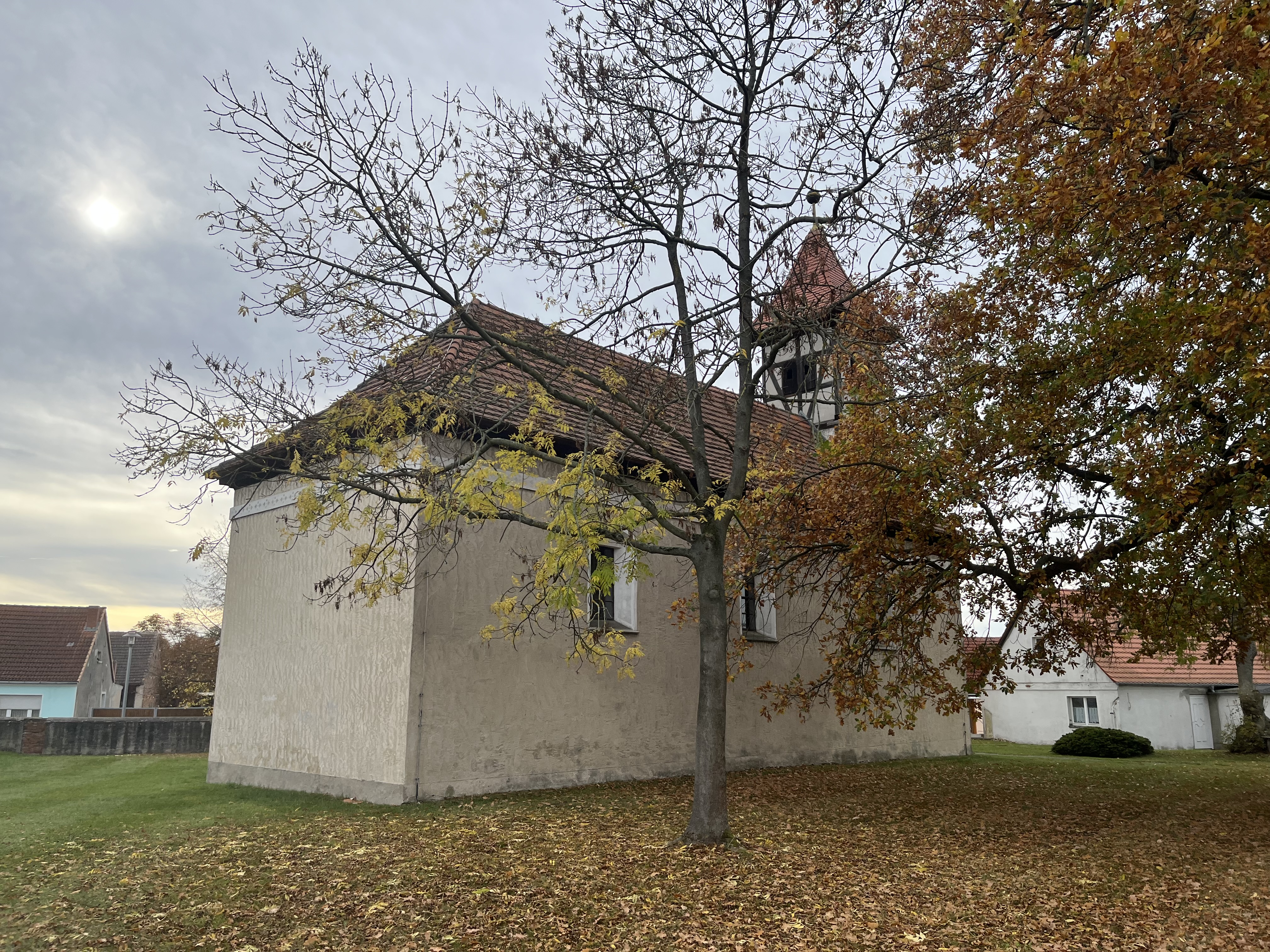
Ansicht von Nordosten

Das Bauwerk entstand im Wesentlichen aus Mauersteinen, die anschließend verputzt wurden. Die Ostseite ist fensterlos und wird lediglich von einem um den Baukörper umlaufenden Band verziert, das sich unterhalb der Dachtraufe befindet. An der Nordseite des Langhauses sind drei hochgestellte, rechteckige Fenster, deren Form durch eine Laibung und einen Korbbogen nochmals betont wird. An der Südseite befinden sich ebenfalls drei hochgestellte Fenster. Unter dem westlichen Fenster ist eine hochrechteckige Pforte, darüber eine Weihinschrift für den Kirchenpatron. An der Westseite befindet sich mittig ein weiteres Fenster. Das Schiff trägt ein schlichtes Satteldach, das nach Osten hin abgewalmt ist. Im Westen erhebt sich oberhalb des Daches der Kirchturm. An seiner Südseite ist im unteren Bereich eine Turmuhr. Darüber erhebt sich eine Konstruktion aus Fachwerk, in die Klangarkaden eingearbeitet sind. Der Turm schließt mit einem Pyramidendach mit Turmkugel und Kreuz ab.

## Ausstattung

### Altar, Kanzelkorb und weitere Kirchenausstattung
Die Kirchenausstattung stammt aus der Bauzeit des Gebäudes. Der hölzerne Kanzelaltar besteht unter anderem aus einem mit Pilastern gerahmten Kanzelkorb, in denen Bilder des Salvator mundis und der Evangelisten eingearbeitet wurde. Unterhalb ist das Abendmahl Jesu abgebildet. Seitlich hiervon befinden sich Durchgänge sowie das Kastengestühl mit einer ausgesägten Rankenvergitterung. Das Bauwerk ist im Innern flach gedeckt und besitzt eine Hufeisenempore. Im Turm befinden sich zwei Glocken aus den Jahren 1514 und 1710. Südwestlich des Bauwerks erinnert ein Denkmal an die Gefallenen aus dem Ersten Weltkrieg.

### Taufengel
August Friedrich Brandt von Lindau stiftete außerdem einen Taufengel, der um 1713 entstand und 2011 überarbeitet wurde. Der rund 1,40 m große Engel trägt mit beiden Händen eine große, flache Muschelschale. Das Gewand weist parallel gestaltete Falten auf; der Gesichtsausdruck wird als ernst beschrieben, so dass in Summe ein strenger Ausdruck der Figur entsteht. Der Taufengel war zunächst bei der Renovierung des Kirchenraums im Jahr 1947 nach Ragösen ausgelagert, gelangte Anfang der 2000er Jahre jedoch in das Blickfeld der Kirchengemeinde. In der Zwischenzeit waren nur wenige Schäden entstanden: Zwei Zehen des linken Fußes waren verloren; die vermutlich originale Farbfassung war gelockert und stark verschmutzt. Im Jahr 2011 konnte eine Restauration vorgenommen werden und der Engel anschließend wieder südwestlich des Altars aufgehängt werden.